# تشارلز إتش ويسلي
تشارلز إتش ويسلي (بالإنجليزية: Charles H. Wesley)‏ هو كاتب أمريكي، ولد في 2 ديسمبر 1891 في لويفيل في الولايات المتحدة، وتوفي في 16 أغسطس 1987 في واشنطن العاصمة في الولايات المتحدة.